# 스페이스 몽키
스페이스 몽키는 할마크 엔터테인먼트가 제작한 TV 애니메이션 시리즈이다. 1996년 9월 7일부터 1997년 6월 21일까지 신디케이션에서 총 26화로 방영되었다.
대한민국에서는 2001년 8월 3일부터 2001년 8월 10일까지 SBS에서 방영되었다.

## 줄거리
몽키 유인우주선이 비행하는 동안, 로켓이 방향을 바꾸어 찰리라는 침팬지를 우주 밖으로 보내게 된다.

## 등장인물
- 고릴라
- 찰리
- 오비트론
- 스파이더
- 스플리치
- 샤오 린